# Book of Shadows II
Book of Shadows II es el segundo álbum de estudio del músico estadounidense Zakk Wylde, publicado el 8 de abril de 2016 por Entertainment One Music. Se trata de la segunda parte de su primer álbum de estudio como solista publicado veinte años atrás, Book of Shadows.

## Lista de canciones
| N.º | Título                             | Duración |  |
| 1.  | «Autumn Changes»                   | 5:14     |  |
| 2.  | «Tears of December»                | 3:35     |  |
| 3.  | «Lay Me Down»                      | 6:06     |  |
| 4.  | «Lost Prayer»                      | 4:27     |  |
| 5.  | «Darkest Hour»                     | 5:05     |  |
| 6.  | «The Levee»                        | 5:47     |  |
| 7.  | «Eyes of Burden»                   | 3:43     |  |
| 8.  | «Forgotten Memory»                 | 3:49     |  |
| 9.  | «Yesterday's Tears»                | 4:15     |  |
| 10. | «Harbors of Pity»                  | 4:10     |  |
| 11. | «Sorrowed Regrets»                 | 5:46     |  |
| 12. | «Useless Apologies»                | 3:38     |  |
| 13. | «Sleeping Dogs» (con Corey Taylor) | 4:36     |  |
| 14. | «The King»                         | 4:42     |  |